# Maria Deymer
Maria Deymer, siostra Dolores (ur. 15 maja 1916 w Konstantynopolu, zm. 1 sierpnia 1944 w Warszawie) – zakonnica polska, żołnierz Armii Krajowej.

## Życiorys
Urodzona w Konstantynopolu, była córką Turka Sofila Machmeta Deymera. Była zakonnicą ze Zgromadzenia Sióstr Urszulanek Serca Jezusa Konającego z domu w Warszawie przy ulicy Gęstej 1.
W powstaniu warszawskim sanitariuszka w patrolu sanitarnym WSK Obwodu AK Śródmieście. Poległa na ulicy Gęstej w drodze do rannego, wraz z sanitariuszkami: Zofią Bagińską, Wandą Chodkowską i Jadwigą Frankowską. Odznaczona pośmiertnie Krzyżem Walecznych.